# Xbox Cloud Gaming
Xbox Cloud Gaming (voorheen bekend als Project xCloud) is een cloudgamingdienst van Microsoft. Het startte in november 2019 in bètafase en kwam op 15 september 2020 beschikbaar voor abonnees.

## Beschrijving

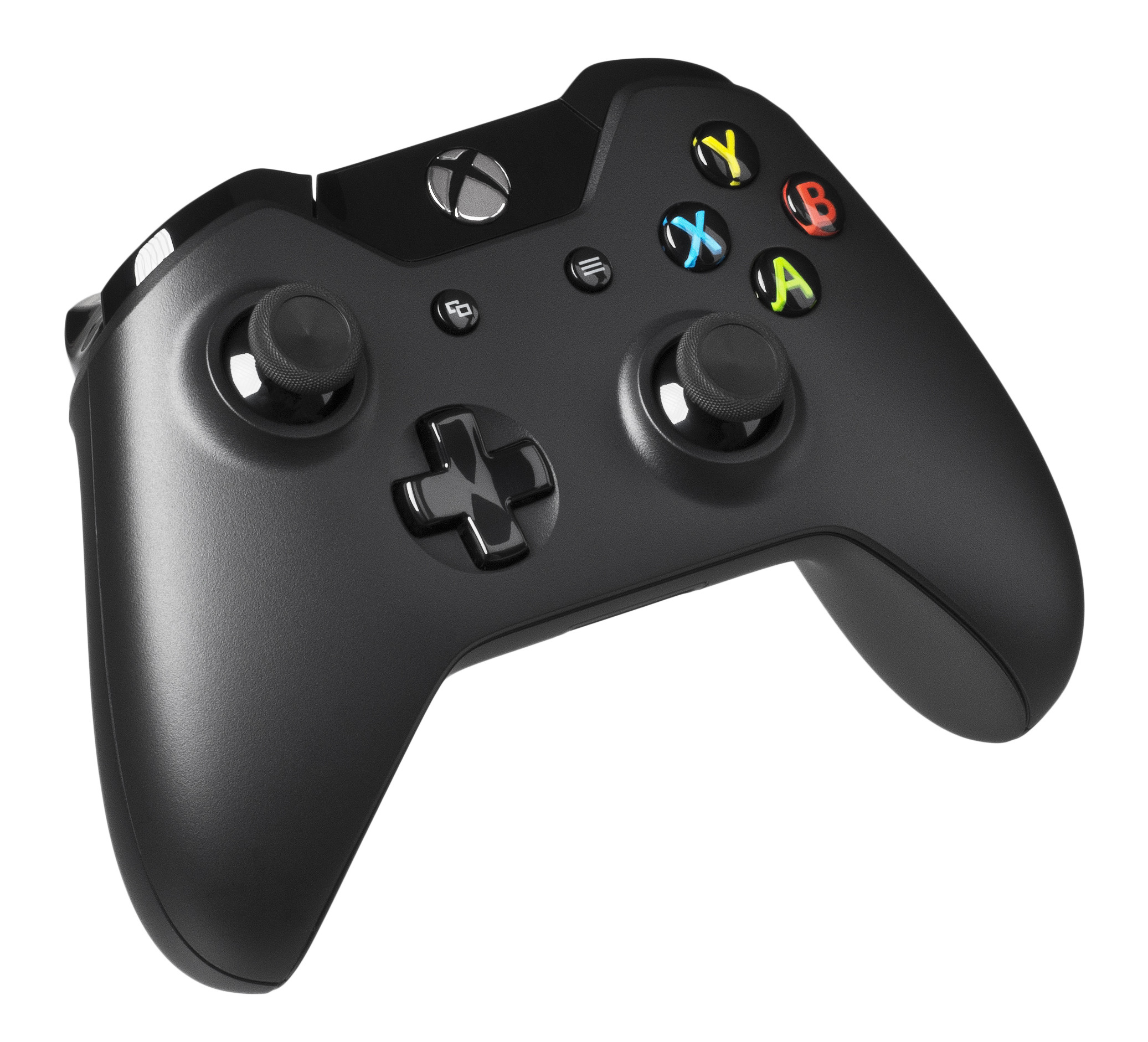
Xbox Wireless Controller

Xbox Cloud Gaming is een dienst waarbij computerspellen op servers in de datacenters van Microsoft worden afgespeeld, zodat de speler geen krachtige computer of spelconsole nodig heeft. Enkel de visuele feedback van het spel wordt naar het beeldscherm van de speler gestreamd.
Bij het streamen van games worden de beelden op een cloudcomputer berekend en samengesteld, afhankelijk van de invoer die het van de speler krijgt, om vervolgens naar de eindgebruiker verstuurd te worden via het internet.

## Ontwikkeling
Xbox Cloud Gaming werd al getoond tijdens de E3 in 2018 en was in oktober 2018 formeel aangekondigd als Project xCloud. De dienst werd begin 2019 gedemonstreerd met het racespel Forza Horizon 4 dat op een Android-smartphone werd gespeeld met een Xbox One-gamepad.
Tijdens de E3 van 2019 is xCloud getoond als speelbare demonstratie. De spellen worden via Microsoft Azure verwerkt. Hiermee is het volgens Microsoft mogelijk om computerspellen in hoge kwaliteit op telefoons en tablets te spelen.
Microsoft geeft aan de gehele Xbox One-bibliotheek van computerspellen aan te willen bieden.
Midden oktober 2019 ging xCloud van start als publiekelijke test in de Verenigde Staten, het Verenigd Koninkrijk en Zuid-Korea. Hierbij waren de spellen Halo 5: Guardians, Killer Instinct, Gears 5 en Sea of Thieves direct beschikbaar.
In november 2019 bevatte xCloud ruim 50 speelbare computerspellen.
Microsoft verwachtte xCloud officieel te kunnen starten in 2020, maar maakte geen exacte datum bekend. Het bedrijf heeft de dienst ook beschikbaar gemaakt voor computers met Windows 10 en iOS-apparaten.

## Technische gegevens
Achter de schermen heeft Microsoft 54 Azure cloud-computing-centra die in 140 landen beschikbaar is. De dienst is ontworpen om te draaien op een smartphone, zowel met aanraakbesturing als met een losse Xbox-controller via Bluetooth.

## Eerdere diensten
Ondanks eerder opgerichte cloudgamingdiensten zoals OnLive, PlayStation Now en Gaikai, geeft Microsoft aan dat de dienst interessanter zal zijn vanwege het complete aanbod van Xbox One-spellen.